# Country Club (Misuri)
Country Club es una villa ubicada en el condado de Andrew en el estado estadounidense de Misuri. En el Censo de 2010 tenía una población de 2449 habitantes y una densidad poblacional de 240,17 personas por km².

## Geografía
Country Club se encuentra ubicada en las coordenadas 39°50′48″N 94°49′26″O / 39.84667, -94.82389. Según la Oficina del Censo de los Estados Unidos, Country Club tiene una superficie total de 10.2 km², de la cual 10.12 km² corresponden a tierra firme y (0.71%) 0.07 km² es agua.

## Demografía
Según el censo de 2010, había 2449 personas residiendo en Country Club. La densidad de población era de 240,17 hab./km². De los 2449 habitantes, Country Club estaba compuesto por el 95.14% blancos, el 1.59% eran afroamericanos, el 0.53% eran amerindios, el 0.57% eran asiáticos, el 0.04% eran isleños del Pacífico, el 0.41% eran de otras razas y el 1.71% pertenecían a dos o más razas. Del total de la población el 3.14% eran hispanos o latinos de cualquier raza.